# Wszystkie psy idą do nieba 2
Wszystkie psy idą do nieba 2 (ang. All Dogs Go to Heaven 2) – amerykański film animowany. Jest to kontynuacja filmu pt. Wszystkie psy idą do nieba z 1989 roku.

## Fabuła
Lata po pierwszym filmie, Charlie w niebie wita swojego nieodłącznego kompana z życia – A’psika. Ten jest zachwycony, ale Charlie znudzony rajskim życiem nie podziela jego entuzjazmu. Tymczasem ich dawny wróg – Grymas, ukrywający w raju swój pakt z tajemniczym przełożonym, korzystając z nieuwagi pozostałych psów kradnie Róg Gabriela, ale gubi go w okolicach San Francisco.

## Obsada głosowa
- Charlie Sheen – Charlie B. Barkin (dialogi)
- Jesse Corti – Charlie B. Barkin (śpiew)
- Sheena Easton – Sasha Le Fleur
- Adam Wylie – Dawid
- Dom DeLuise – A’psik Kichacz
- George Hearn – Red
- Ernest Borgnine – Grymas Buldożer
- Bebe Neuwirth – Annabelle
- Wallace Shawn – labrador
- Bobby Di Cicco – Thom
- Annette Helde – Claire

## Wersja polska
Wersja polska: Studio Sonica

Reżyseria: Krzysztof Kołbasiuk

Dialogi: Edyta Czepiel-Zadura

Dźwięk i montaż: Jacek Osławski

Kierownik produkcji: Beata Kawka

Wystąpili:
- Jacek Bończyk – Charlie B. Barkin
- Izabela Dąbrowska – Sasha Le Fleur (dialogi)
- Olga Bończyk – Sasha Le Fleur (śpiew)
- Piotr Uszyński – Dawid
- Aleksander Mikołajczak – A’psik Kichacz
- Krzysztof Kołbasiuk – Red
- Włodzimierz Bednarski – Grymas Buldożer
- Agnieszka Matysiak – Annabella

oraz:
- Renata Domagała
- Maciej Kowalewski
- Jacek Radziński
- Magda Raźny
- Witold Wieliński
- Grzegorz Miśtal
- Justyna Kulczycka
- Piotr Michalski
- Anna Ułas

Kierownictwo muzyczne: Marek Klimczuk

Śpiewali: Jacek Bończyk, Krzysztof Kołbasiuk, Olga Bończyk, Wojciech Paszkowski, Anna Apostolakis, Piotr Uszyński